# Holumnica
Holumnica é um município da Eslováquia, situado no distrito de Kežmarok, na região de Prešov. Tem 16,78 km² de área e sua população em 2018 foi estimada em 893 habitantes.

## Demografia
| Ano:        | 1994 | 2004    | 2014   | 2024   |
| ----------- | ---- | ------- | ------ | ------ |
| Broj ljudi: | 727  | 812     | 874    | 930    |
| Razlika:    |      | +11,69% | +7,63% | +6,40% |

| Ano:               | 2023 | 2024   |
| ------------------ | ---- | ------ |
| Número de pessoas: | 935  | 930    |
| Diferença:         |      | -0,53% |